# Jane Friedman
Jane Friedman je americká hudební manažerka.
Vyrůstala na newyorském Broadwayi, kde se její otec Samuel (1912–1974) zabýval vztahy s veřejností místních divadel. Ona sama později reprezentovala umělce jako Jimi Hendrix, The Police , Stevie Wonder a Frank Zappa. Byla majitelkou společnosti Wartoke Concern. V roce 1969 pracovala v public relations Hudebního festivalu Woodstock.
Později, počátkem roku 1973, se stala manažerkou zpěvačky Patti Smith. Jejich pracovní vztah skončil roku 1977. Rovněž byla manažerkou velšského hudebníka Johna Calea. Spolu s Calem dále vlastnila nezávislé vydavatelství SPY Records. Zároveň byla Caleovou přítelkyní.
Po smrti výtvarníka Artura Vegy v roce 2013 spoluzaložila neziskovou organizaci Howl! Arts, která se snaží zachovat newyorskou kulturu. Roku 2017 pořádala výstavu Howl Happening: An Arturo Vega Project. Rovněž uspořádala multikulturní festival Howl Festival v newyorském Tompkins Square Parku. Roku 2018 byla jedním z čestných zasedajících na jarním gala kulturního zařízení The Kitchen.